# Loups-garous
Loups-garous és una pel·lícula de comèdia fantàstica d'aventures francesa del 2024 dirigida per François Uzan i escrita per Hervé Marly i Philippe des Pallières. És una adaptació del joc de cartes francès Els homes llop de Vallnegra publicat per Asmodee. Es va estrenar a Netflix el 23 d'octubre de 2024. S'ha subtitulat al català.

## Producció
¡
La pel·lícula està basada en el joc Els homes llop de Vallnegra creat per Philippe des Pallières i Hervé Marly i publicat per Asmodee Group. La pel·lícula és dirigida per Francis Uzan a partir d'un guió d'Hervé Marly i Philippe des Pallières. El repartiment està encapçalat per Jean Reno, al costat de Franck Dubosc, Suzanne Clément, Gregory Fitoussi i Bruno Gouery.
El rodatge principal va tenir lloc a Praga l'estiu del 2023, utilitzant un conjunt medieval creat originalment per a la sèrie de televisió Knightfall. La pel·lícula també va utilitzar ubicacions txeques com Drevníky, Zduchovice i Výsluní u Chomutova.